# Saint-Loup-de-Gonois
Saint-Loup-de-Gonois är en kommun i departementet Loiret i regionen Centre-Val de Loire strax norr Frankrikes mitt. Kommunen ligger i kantonen Courtenay som tillhör arrondissementet Montargis. År 2018 hade Saint-Loup-de-Gonois 107 invånare.

## Befolkningsutveckling
Antalet invånare i kommunen Saint-Loup-de-Gonois
| Referens: INSEE |